# المضطهد وقصص أخرى
المضطهد وقصص أخرى (بالإنجليزية: The Under Dog and Other Stories) هي مجموعة قصص من إنشاء وتأليف الكاتبة الإنجليزية أجاثا كريستي ونُشِرَت لأول مرة في عام 1951.

## نبذة قصيرة

### المضطهد (The Under Dog)
قُتِل السيد روبن أستويل وتم القبض على تشارلز ليفرسون وزوجة السيد روبن تظن أنها تعرف القاتل، على الرغم من أنها لا تملك أي برهان ولكنها اعتمدت على «الحدس»، فما رأي بوارو في هذه القضية؟

### قطار بليموث (The Plymouth Express)
تقع جريمة وحشية على متن القطار ربما حل هذه القضية يبدو غير متوقعًا، لوجود الكثير من الأمور التي تشتت الانتباه

### القضية في حفلة النصر (The Affair at the Victory Ball)
في هذه القضية، تحدث وقائع الجريمة في الحفلة الراقصة التي يحضرها مجموعة من الأشخاص، ومستوحاة من شخصيات مسرحية قديمة، سنرى ربط بوارو للأحداث، والمفاجأة هي المكان الذي يكشف فيه بوارو الحل

### لغز المُتنزه (The Cornish Mystery)
يبدو أن بوارو قد أصابه الغرور قليلًا بإنجازاته و لكن هذا الأمر لن يدوم طويلًا، فيجد أن تبجحه الزائد قد أصابه بالندم سريعًا ولكن إحساسه بالذنب سيجعله يحل واحدة من القضايا المعقدة بمساعدة الكابتن هستنغز

### ملك السباتي (The King of Clubs)
في استديو «ريدبورن» لتصوير الأفلام، تحدث جريمة قتل، الكثير من الدوافع و الكثير من المشتبهين بهم، لكن ما يساعد بوارو على كشف الحقيقة هي ورقة لعب من نوع ملك السباتي

### مغامرة الطباخة في كلابام (The Adventure of the Clapham Cook)
قضية ذات طابع غريب تطلب إحدى السيدات من هيركيول بوارو التحقيق في اختفاء طباختها القديرة والتي تركت العمل بشكل مفاجئ، بوارو في البداية يرى أن هذا الطلب ذو طابع هزلي ولكن يتبين له ولنا فيما بعد أن هذا جانب واحد فقط من جرائم فظيعة اُرتكبت

## عنوان الترجمة العربية
قام الاديب الراحل عمر عبد العزيز أمين بترجمة الرواية تحت عنوان «قاتل المليونير» ونشرت من دار ميوزيك للطبع والنشر. وتحمل الرواية الرقم (70) ضمن السلسلة.